# Sky Sport Uno
Sky Sport Uno è un canale televisivo Italiano, edito da Sky Italia. Lanciato il 31 luglio 2003 in contemporanea con la piattaforma Sky Italia, assume l'attuale denominazione (tutta in lettere) il 2 luglio 2018.
Originariamente posizionato al canale 201 della piattaforma satellitare, dove si trova tuttora, nei primi mesi di attività il canale era disponibile anche sulle frequenze terrestri analogiche (con codifica Irdeto) precedentemente occupate da TELE+ Nero, e ancora prima da TELE+1, e dal 1º giugno 2018 è disponibile anche sul digitale terrestre ai canali 472 (in HD) e 482.
La sua programmazione è dedicata ai più importanti eventi sportivi, tra cui anche una partita a giornata tra le più importanti del campionato di Serie A, solitamente il posticipo serale del sabato. Il canale è visibile anche in streaming su Sky Go e Now.
Dall'11 giugno fino al 3 settembre 2023 diventa provvisoriamente Sky Sport Summer.
Il 24 giugno 2024 cessa le proprie trasmissioni sul digitale terrestre.

## Loghi

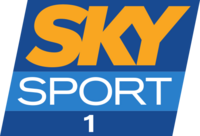
31 luglio 2003 - 28 giugno 2010
28 giugno 2010 - 2 luglio 2015
2 luglio 2015 - 2 luglio 2018
2 luglio 2018 - 19 settembre 2020
In uso dal 19 settembre 2020